# Tsavo-Menschenfresser

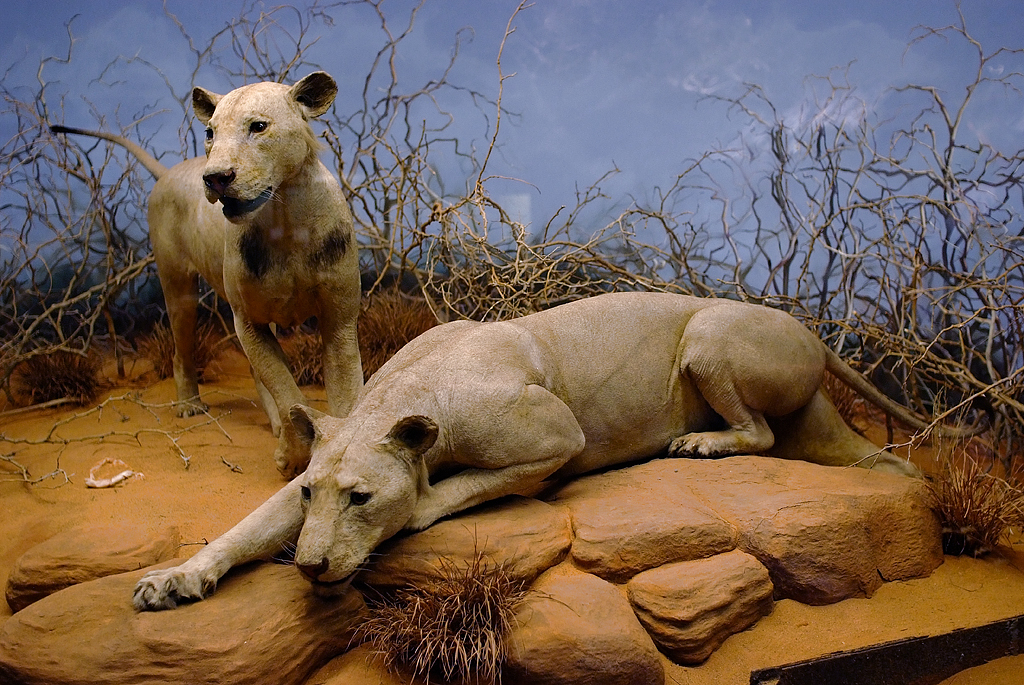
Die Tsavo-Menschenfresser als Dermoplastiken im Field Museum of Natural History in Chicago

Die Tsavo-Menschenfresser (englisch: Tsavo Man-Eaters) waren zwei männliche Löwen, die in der Tsavo-Region in Britisch-Ostafrika, dem heutigen Kenia, Dutzende Menschen töteten und zeitweilig den Bau der Uganda-Bahn zum Erliegen brachten. Sie wurden im Dezember 1898 von dem britischen Ingenieur und Offizier John Henry Patterson erschossen. Das Löwenduo gehört neben der französischen Bestie des Gévaudan und dem indischen Champawat-Tiger zu den berüchtigtsten menschenfressenden Großraubtieren.

## Vorgeschichte: Bau der Uganda-Bahn

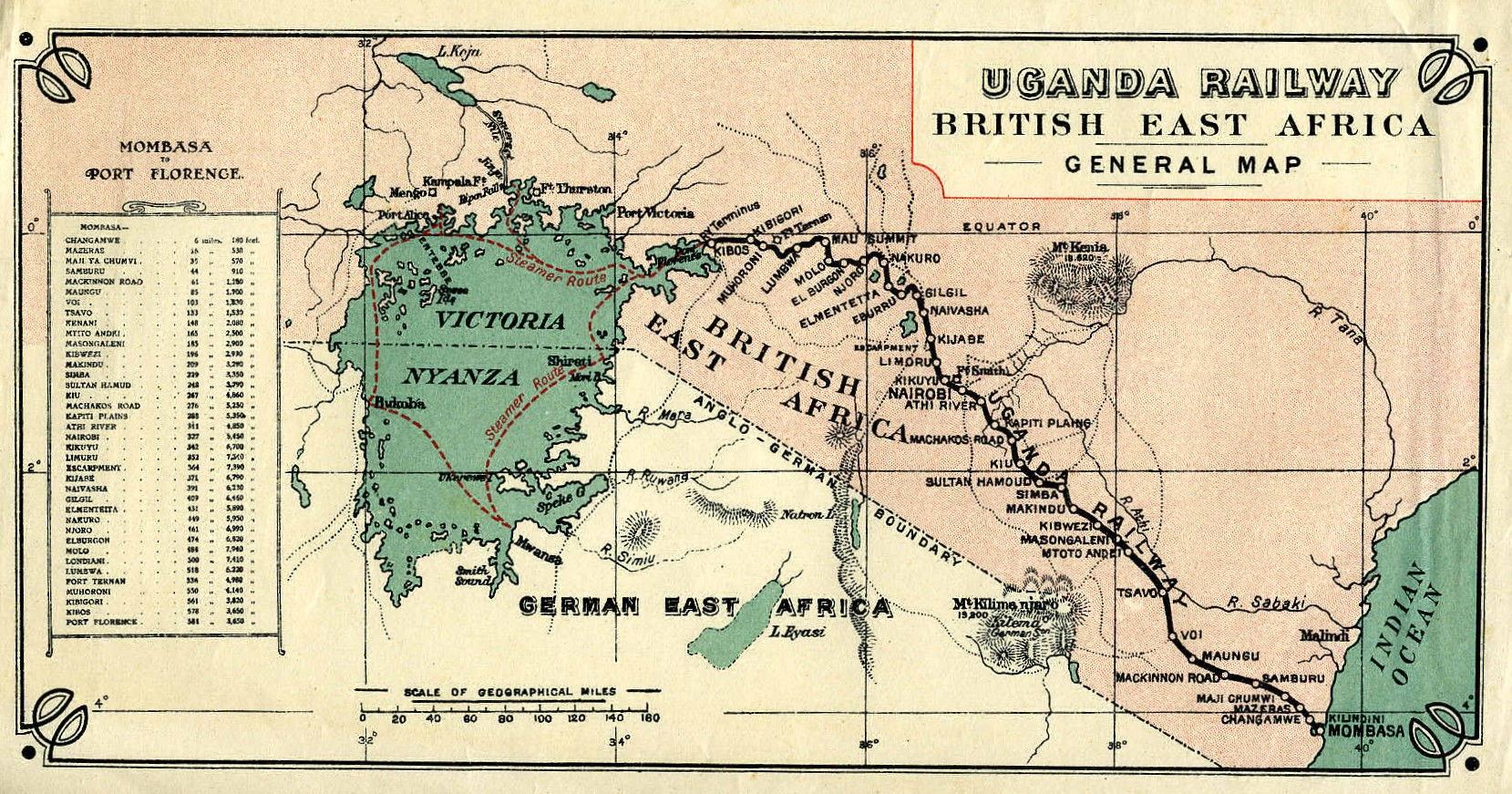
Streckenkarte der Uganda-Bahn, um 1910

In den 1890er Jahren gehörten unter anderem Indien und große Teile Ostafrikas zum expandierenden Britischen Weltreich. Das britische Parlament stimmte 1896 für den von Königin Victoria unterstützten Plan einer Bahnverbindung von Mombasa am Indischen Ozean zum Victoriasee in Uganda. Damit sollte insbesondere der Transport von Wirtschaftsgütern und Soldaten durch das Innere Ostafrikas erleichtert und die Kontrolle über Uganda und den Victoriasee gesichert werden. Für den Bau der Uganda-Bahn wurden Tausende vorwiegend aus Indien stammende Arbeiter (Kulis) und Handwerker angeheuert; Baubeginn war 1896 in Mombasa. Der Ingenieur Ronald Preston, der in Indien Erfahrungen mit dem Eisenbahnbau gewonnen hatte, war ab 1897 für den Gleisbau verantwortlich. Etwa 220 Kilometer von der Küste entfernt erreichte die Bahnstrecke unter Prestons Leitung im Januar 1898 den Fluss Tsavo, der meist ruhiges Wasser führt, saisonbedingt jedoch auch reißende Fluten, und zunächst mit einer temporären Brücke überquert wurde. Die Konstruktion einer permanenten Trägerbrücke oblag dem Ingenieur John Henry Patterson, der ebenso wie Preston aus Indien Erfahrungen mit dem Bahnbau hatte.

## Löwenangriffe in der Tsavo-Region

### Angriffe vor März 1898

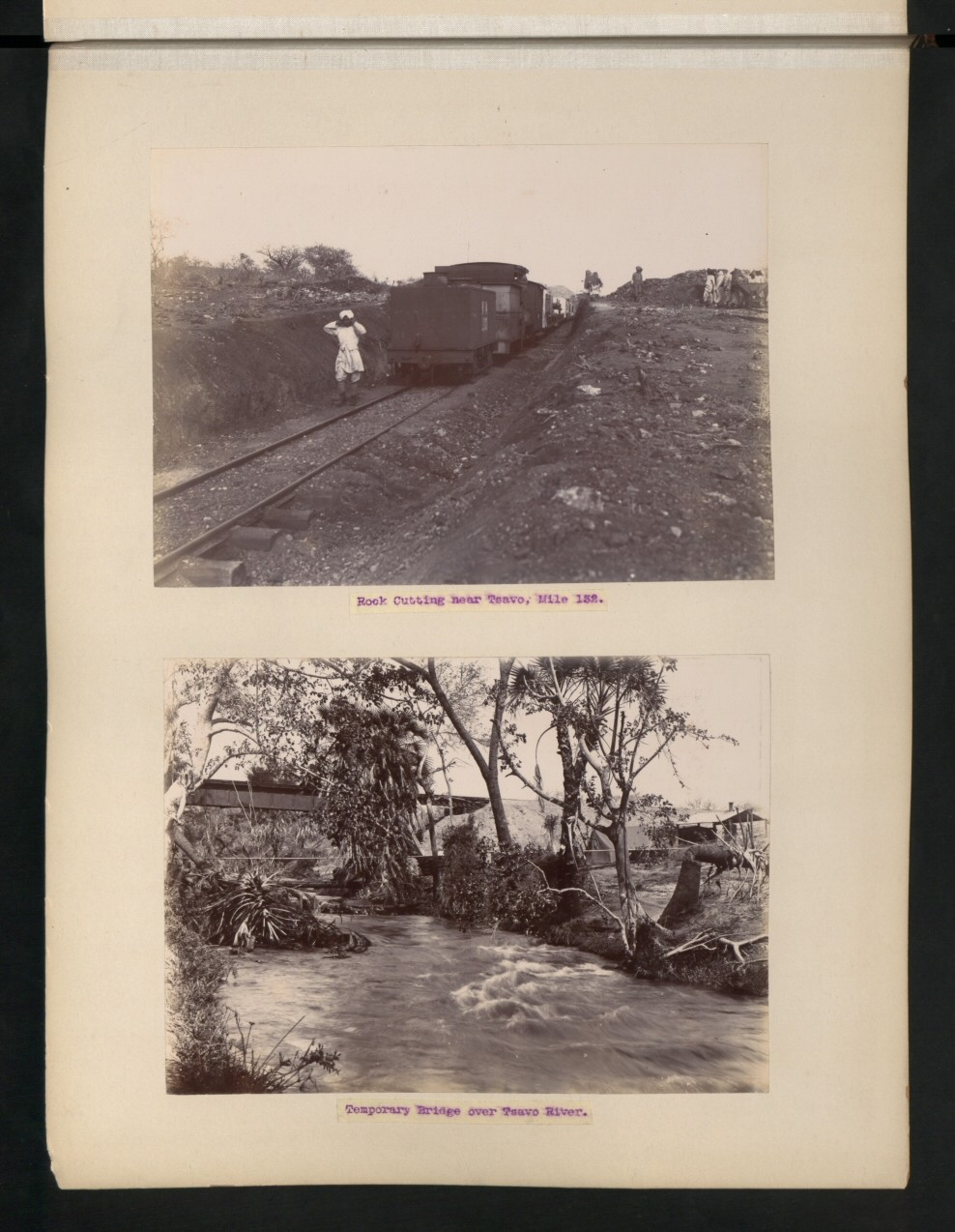
Das untere Bild zeigt die temporäre Brücke über den Tsavo, das obere den Streckenbau durch felsigen Untergrund

Bereits vor der Ankunft der Bahnarbeiter am Tsavo gab es in der Region Löwenangriffe: 1886 verschleppte dort ein Löwe einen schlafenden Träger aus einem Camp. 1896 wurde eine Karawane an der seinerzeit zu Fuß zur Flussüberquerung genutzten Stelle attackiert, an der später die Tsavo-Brücke entstand; als die Gruppe am Flussufer campierte, wurde nachts einer der Träger von einem Löwen verschleppt, konnte jedoch in 200 Meter Entfernung vom Camp gerettet werden. Wohl derselbe Löwe (möglicherweise einer der Löwen, die im Dezember 1898 von Patterson erlegt wurden) attackierte in derselben Nacht ein „30 Minuten“ entferntes anderes Camp und tötete einen Einheimischen.
Kurz nach seiner Ankunft am Fluss im Januar 1898 registrierte Preston mehrere Attacken. Nachdem über Nacht ein indischer Arbeiter verschwunden war, fand man dessen Kleidung am Flussufer; Preston entdeckte kurz darauf nicht nur die zerfetzte Leiche des Mannes neben den Trittsiegeln eines Löwen, sondern auch mehrere menschliche Schädel und andere Skelettteile. Einige Tage darauf verschwand bei einem Löwenangriff gegen zwei Uhr in der Nacht ein weiterer Arbeiter aus einem Camp. Preston versuchte vergeblich, den Angreifer aufzuspüren.

### Angriffe nach Pattersons Ankunft

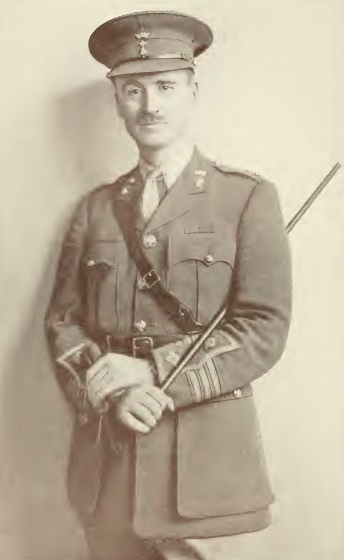
John Henry Patterson 1922

Patterson erreichte Tsavo am 8. März 1898 und erfuhr nach wenigen Tagen, „ein oder zwei“ Arbeiter seien von Löwen aus ihren Zelten verschleppt und gefressen worden. Drei Wochen nach Pattersons Ankunft wurde Ungan Singh, ein indischer jamadar (Aufseher), von einem Löwen aus seinem Zelt verschleppt; der Löwe hatte seinen Kopf gegen Mitternacht durch den offenen Zelteingang gesteckt und den nächstgelegenen Mann am Hals gepackt. Patterson folgte am Morgen einer Blutspur und fand die zerfetzte, enthauptete und fast völlig blutleere Leiche Ungan Singhs; Trittsiegel zeigten, dass zwei Löwen von der Leiche gefressen hatten.
Bis Dezember 1898 töteten die beiden Löwen mindestens 28 indische Arbeiter der Uganda-Bahn und eine unbekannte Zahl Einheimischer. Die meisten Opfer wurden aus ihren Zelten verschleppt, alle paar Nächte verschwand ein Mann aus einem der Camps. Weder hohe und breite Schutzwälle aus dornigen Ästen (Bomas) um die Camps noch Lagerfeuer, die man die ganze Nacht unterhielt, noch regelmäßiges Scheppern mit leeren Ölkanistern hinderten die Löwen daran, in die Camps einzudringen. Die Bomas wurden übersprungen oder nach Schwachstellen abgesucht und – sogar mit menschlicher Beute – durchdrungen. Schüsse nach einem Angriff ins Dunkel abgefeuert in die Richtung, in der Fressgeräusche der Löwen zu hören waren oder in der die reflektierenden Katzenaugen aufblinkten, veranlassten die Löwen allenfalls, sich mit ihrer Beute ein Stück zurückzuziehen.
Einige Angegriffene entkamen lebend: Als ein Löwe in ein Zelt einbrach, in dem 14 Arbeiter schliefen, verletzte er einen von ihnen erheblich an der Schulter, verschleppte jedoch in dem entstandenen Chaos keinen Menschen, sondern einen großen Reisbeutel, den er in der Nähe des Zelts fallen ließ. Ein indischer Händler wurde auf einem Esel reitend attackiert und rettete sich auf einen Baum; ebenfalls auf einen Baum rettete sich („mehr tot als lebendig“) ein Arbeiter, der entlang der Bahnlinie zu Fuß unterwegs gewesen und bei einem Löwenangriff verletzt worden war.
Die Angriffe gipfelten schließlich in einer von Patterson so bezeichneten „Terrorherrschaft“ der Löwen. Zunächst griff jeweils einer der Löwen an, während der andere außerhalb der Boma wartete; später brachen beide Löwen gleichzeitig in die Camps ein, und jeder ergriff ein Opfer. Viele Arbeiter glaubten, es mit „Teufeln in Löwengestalt“ zu tun zu haben. Am 1. Dezember 1898 legten alle ihre Arbeit nieder; sie erklärten Patterson, sie seien nicht länger bereit, als Futter für Löwen oder „Teufel“ herhalten zu müssen. Mehrere hundert Arbeiter besetzten einen Zug und flohen damit von der Baustelle. Das brachte die Arbeiten für etwa drei Wochen zum Erliegen.
Am Nachmittag des 2. Dezember mussten sich Bahnbedienstete ins Bahnhofsgebäude von Tsavo in Sicherheit bringen, weil sich ein „gewaltiger“ Löwe auf dem Bahnsteig aufhielt. Der für 18 Uhr angekündigte Zug mit dem von Patterson zum Dinner erwarteten District Officer Whitehead erreichte den Bahnhof an diesem Abend mit erheblicher Verspätung. Whitehead machte sich in der Dunkelheit mit dem Askari Abdullah, der eine Lampe trug, auf den Weg zu Pattersons Camp. Die beiden wurden auf der Schneise zum Camp von einem Löwen angegriffen, der vom Bahndamm auf Whitehead sprang, ihn zu Boden riss und mit seinen Krallen am Rücken verletzte. Als es Whitehead gelang, einen Schuss abzufeuern, ließ der Löwe von ihm ab und attackierte stattdessen Abdullah, der trotz eines weiteren Schusses Whiteheads verschleppt und getötet wurde.

### Opferzahlen
Preston berichtete, während seines Aufenthalts in der Region seien dort 17 Arbeiter aus der Provinz Punjab von Löwen getötet worden. Patterson zufolge wurden während der Bauarbeiten am Tsavo 28 Inder von Löwen getötet. Kerbis Peterhans und Gnoske vermuten, dass Patterson die von Preston genannte Opferzahl in letztere Zahl einbezogen hatte. Die 1925 von Patterson publizierte Zahl von insgesamt 135 indischen und afrikanischen Opfern ist nicht belegt. Fraglich ist auch, ob die aufgrund des Isotopenverhältnisses von Kohlenstoff zu Stickstoff in Knochen und Haaren der Löwen errechnete Zahl von etwa 35 Opfern (wobei die Forscher eine mögliche Spanne von vier bis 72 Opfern angeben) einen realistischen Wert widerspiegelt.

## Pattersons Jagden auf die Löwen

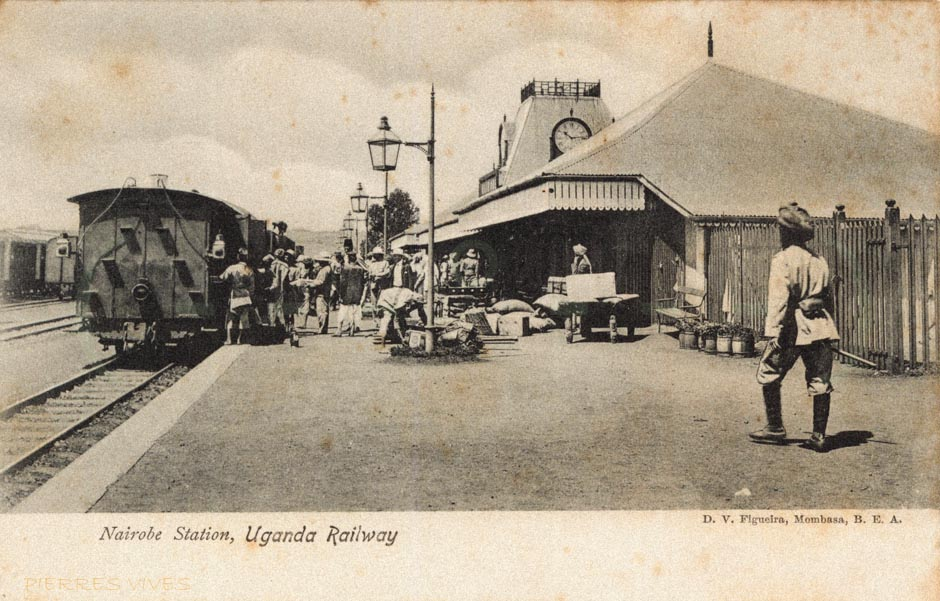
Bahnhof Nairobi, Anfang des 20. Jahrhunderts. Bahnhöfe und Waggons gehörten zu den Angriffsorten

Die Camps der Bahn-Mitarbeiter waren entlang der Strecke über 13 Kilometer verteilt; die Löwen schlugen in kaum vorhersehbarer Weise mal in diesem Camp zu, mal in jenem. Patterson und einige seiner Mitarbeiter verbrachten etliche Nächte vergeblich damit, an Orten zu warten, von denen Patterson glaubte, das Auftauchen der Löwen sei dort besonders wahrscheinlich, etwa weil sie dort vorher Beute gemacht hatten. Mit Strychnin präparierte Kadaver von Lasttieren, die laut Patterson als Folge der Stiche von Tsetsefliegen gestorben waren, rührten die Löwen nicht an.
Am 23. April 1898 bezog Patterson mit dem Arzt Dr. Brock abends in einem gedeckten Güterwagen Position; die Löwen waren tagsüber in der Gegend gesehen und ein Arbeiter war angegriffen worden. Die beiden Männer ließen die obere Hälfte einer Wagentür offen, um mit Gewehren im Anschlag ein verlassenes Camp im Auge behalten zu können, in dem sie Vieh als Köder angebunden hatten. In der Dunkelheit versuchte ein Löwe, die Männer im Wagen zu attackieren; der Löwe war bereits im Sprung auf die halb offene Tür und wurde im letzten Moment durch Schüsse abgewehrt.
Patterson ließ zudem eine überdimensionale, massive Kastenfalle bauen; Baumaterial waren unter anderem Bahnschwellen und Schienen. Mit senkrecht nebeneinander zu einem Gitter aufgebauten Schienen wurde die Falle in zwei Abteilungen untergliedert; die Abstände zwischen den fest verankerten Schienen waren so bemessen, dass man durch die Lücken schießen, ein Löwe jedoch nicht mit seiner Tatze hindurchlangen konnte. Im hinteren Teil der Falle hielten sich Bewaffnete als Köder auf. In den ersten Nächten übernahm Patterson diese Aufgabe; am 3. Dezember hielten dort zwei mit einer Lampe und reichlich Munition ausgestattete Sepoys (indische Soldaten) Wache. Gegen 21 Uhr lief ein Löwe in die Falle; die Falltür fiel wie geplant herab, das Tier war gefangen. Die Sepoys gerieten jedoch in Panik und schossen ziellos umher. Eine Folge war, dass Patterson und Whitehead beinahe von Kugeln getroffen wurden, obwohl sie sich der Falle im rechten Winkel zur erwarteten Schussrichtung näherten. Eine weitere Folge war, dass die Arretierung der Falltür zerschossen wurde und der Löwe, Blutspuren zufolge verletzt, entkam.

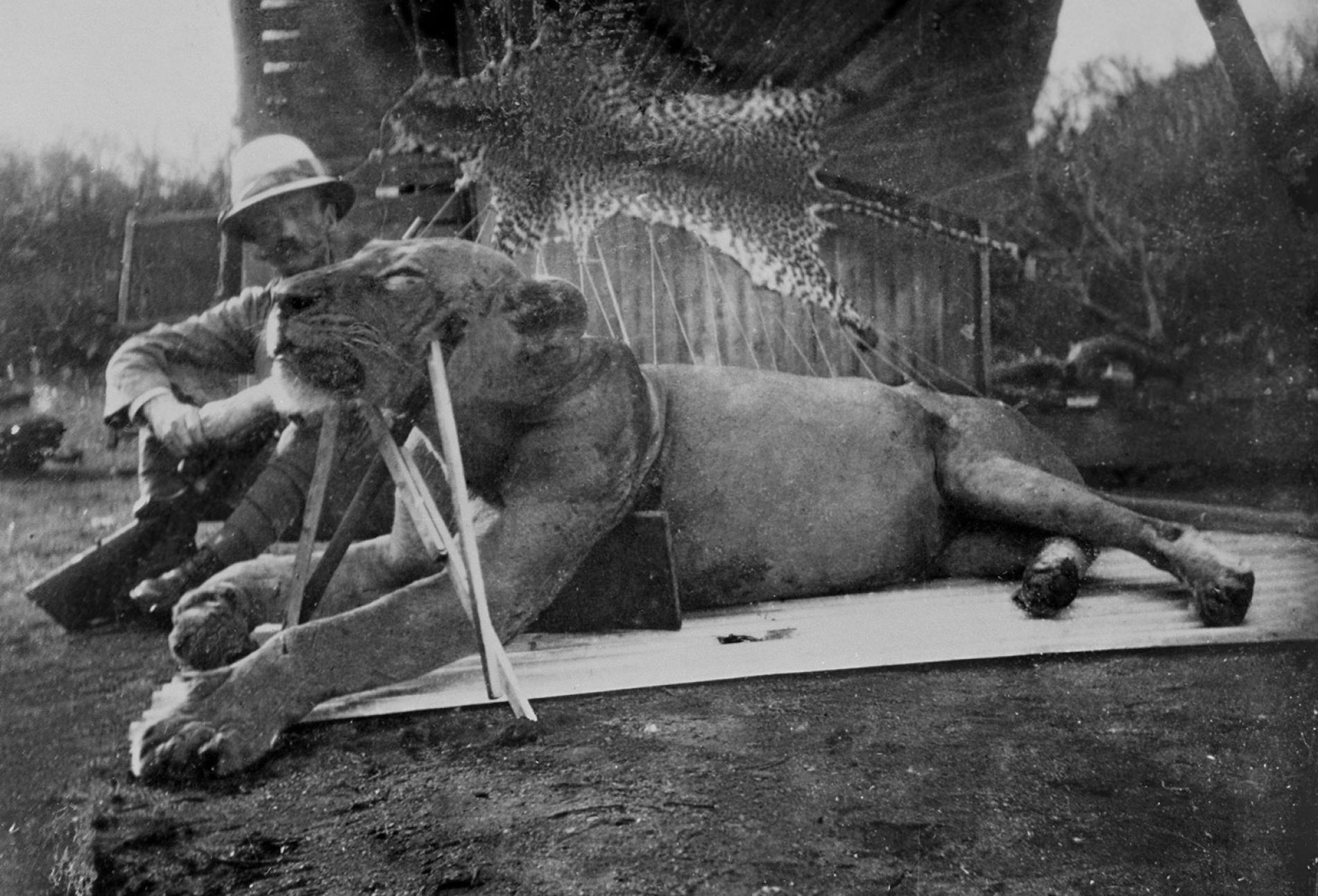
Der erste von Patterson erschossene Löwe

Als Patterson am 9. Dezember nachts auf einem provisorischen Hochsitz einem der Löwen nahe dem Kadaver eines von den Löwen erbeuteten Esels auflauerte, wurde er „vom Jäger zum Gejagten“: Wie Patterson den von dem Löwen verursachten Geräuschen entnahm, umrundete dieser Pattersons Ansitz im Verlauf von etwa zwei Stunden immer wieder und pirschte sich dabei näher an Patterson heran, bis dieser schließlich trotz der Dunkelheit schemenhaft die Umrisse des Löwen ausmachen und tödliche Schüsse auf ihn abfeuern konnte.

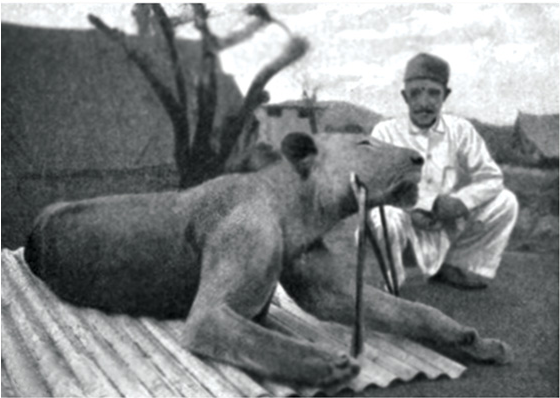
Der zweite Tsavo-Löwe

Einige Tage nachdem Patterson den ersten Löwen erschossen hatte, schlich der zweite nachts um den Bungalow des Gleisbauinspektors; dieser glaubte, draußen sei ein betrunkener Arbeiter, und rief „Verschwinde!“, ging jedoch zu seinem Glück nicht hinaus. Der Löwe tötete zwei Ziegen und fraß davon. In der folgenden Nacht legte Patterson sich in einer Hütte beim Bungalow auf die Lauer; als Köder hatte er drei Ziegen an einem 250 pounds schweren Schienenstück festgebunden. Der Löwe erschien vor Tagesanbruch, packte eine der Ziegen und verschleppte sie mit den beiden anderen und dem Schienenstück. Pattersons Schüsse trafen eine Ziege. Am Morgen folgten Patterson und einige weitere Männer den Schleifspuren und überraschten den Löwen eine Viertelmeile entfernt, der von einer Ziege fraß. Als die Männer sich näherten, stürmte der Löwe auf sie zu, brach jedoch seinen Angriff ab und verschwand im Gebüsch. Patterson errichtete nahe dieser Stelle ein Gerüst und wartete dort am folgenden Abend mit seinem Waffenträger Mahina auf die Rückkehr des Löwen. Als dieser auftauchte, traf Pattersons Schuss ihn an der Schulter; der Löwe ging zu Boden, rappelte sich auf und floh. Bei Tageslicht folgten die Männer über eine Meile seiner Blutspur, ohne den Löwen zu finden.
Etwa zehn Tage darauf umkreiste der Löwe nachts einen Baum bei Pattersons Boma, auf dem Arbeiter schliefen; der Löwe hatte Trittsiegeln zufolge auch deren leere Zelte aufgesucht. Patterson vertrieb den Löwen in der Dunkelheit mit Schüssen. In der folgenden wolkenlosen Mondnacht (vom 28. auf den 29. Dezember) warteten Patterson und Mahina auf diesem Baum. Gegen zwei Uhr tauchte der Löwe auf und umrundete den Baum, dabei die Deckung von Büschen nutzend. Patterson traf ihn mit wohl zwei Schüssen, doch der Löwe entkam wieder. Patterson, Mahina und ein Einheimischer folgten am Morgen der Blutspur des Tieres und fanden es nach einer Viertelmeile in einem Gebüsch. Patterson traf das Tier mit zwei weiteren Schüssen, nach jedem Schuss fiel es zu Boden, kam jeweils wieder hoch und lief auf die Männer zu, die sich auf einem Baum in Sicherheit brachten. Der Löwe humpelte ins Gebüsch zurück, wo ihn erneut Schüsse trafen. Patterson ging in der Annahme, der Löwe sei tot, auf ihn zu; dieser raffte sich jedoch auf und versuchte wieder, Patterson anzugreifen. Erst weitere zwei Schüsse töteten den Löwen. Nach dem Tod des zweiten Löwen kehrten die geflohenen Arbeiter zurück, und die Arbeiten wurden fortgesetzt.
Zurück in England ließ Patterson die Bälge der Löwen samt Schädeln als Fellvorleger präparieren; 1924 verkaufte er sie an das Field Museum of Natural History in Chicago. Dort wurden die Bälge in einem aufwendigen Verfahren neu präpariert und als Dermoplastiken ausgestellt. Die in den 1980er Jahren in den Museumssammlungen wiederentdeckten Schädel sind heute ebenfalls ausgestellt. Die Balgpräparate erreichen nicht die ursprüngliche Größe der Tiere und zeigen deren Erscheinungsbild nur näherungsweise.

## Untersuchungen an den Löwen

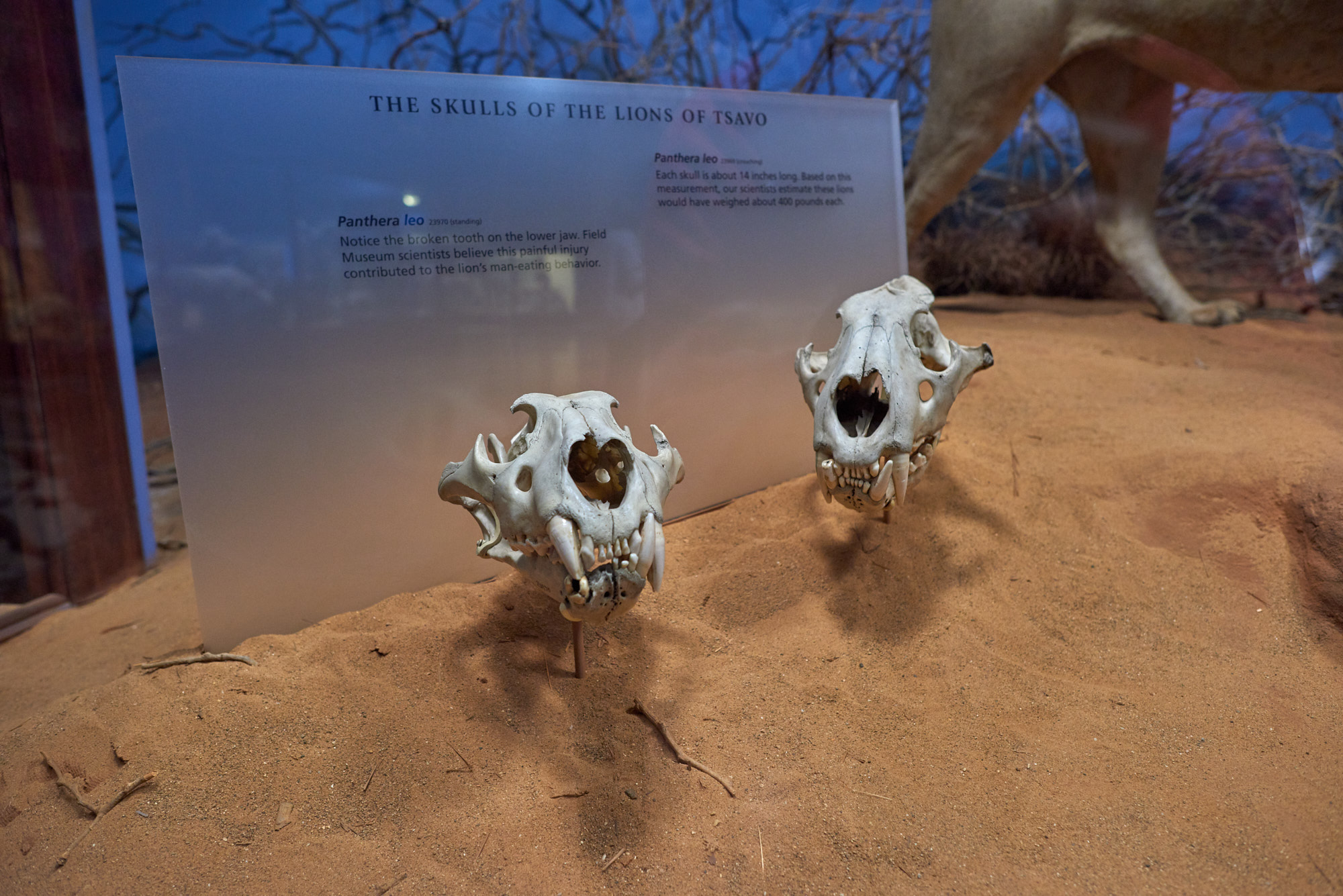
Schädel der Tsavo-Löwen im Field Museum of Natural History

Die Gesamtlängen der Tiere, gemessen von der Nasenspitze bis zum Schwanzende, betrugen 295 (der erste erschossene Löwe) beziehungsweise 290 Zentimeter. Zwar erlaubt Pattersons Messweise keine genauen Rückschlüsse auf die Kopf-Rumpf-Längen, doch ist – auch aufgrund der von Patterson veröffentlichten Fotos – eindeutig, dass es sich um relativ große Männchen handelte. Beide Löwen waren als Anpassung an den ostafrikanischen Dornbuschgürtel mähnenlos und Schädelmerkmalen zufolge sechseinhalb bis achteinhalb Jahre alt. Der erste erschossene Löwe hatte schwere Zahn- und Kieferschäden, möglicherweise als Folge eines Tritts oder Hornstoßes von einem Huftier. Der zweite Löwe hatte leichtere Zahnschäden. Aus den Zahnhöhlen der Tiere gewonnene Haare ließen sich mit DNA-Analysen Löwe, Mensch, Giraffe, Oryxantilope, Wasserbock, Gnu und Zebra zuordnen. Die Löwenhaare stammten wahrscheinlich von der (eventuell gegenseitigen) Fellpflege. Die beiden Löwen waren wahrscheinlich Geschwister oder Halbgeschwister.

## Ursachen der Angriffe auf Menschen

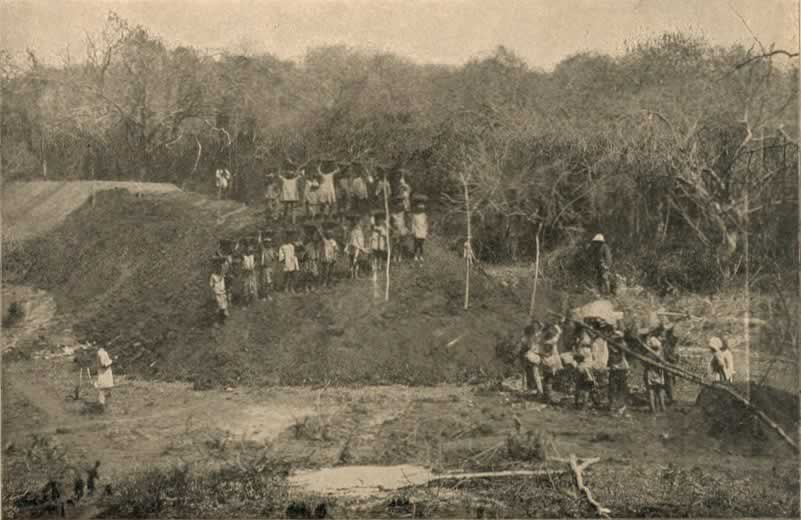
Außerhalb der gerodeten Flächen dominierte dichtes Dorngebüsch

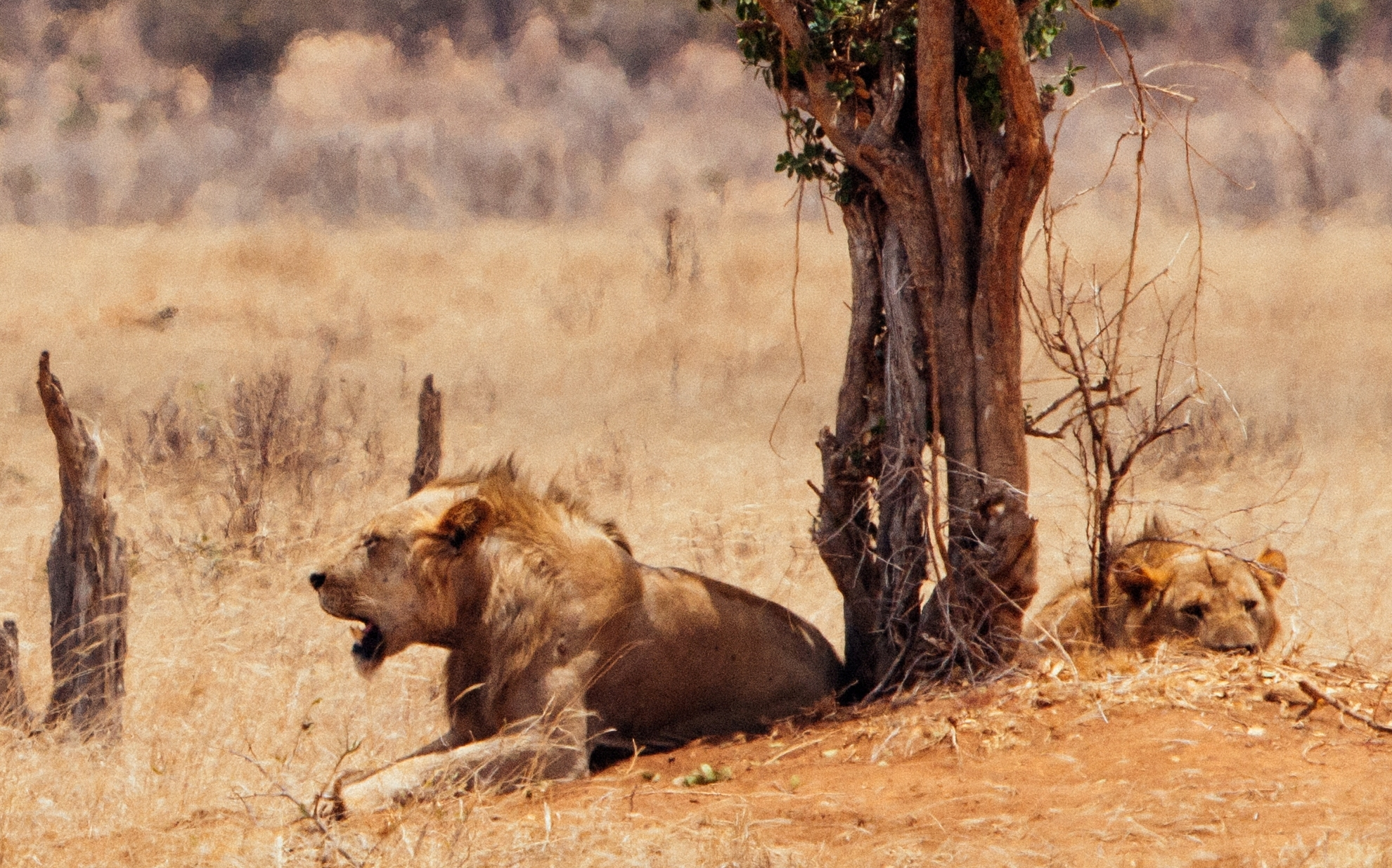
Löwen mit spärlichen Mähnen im Tsavo-Gebiet

Die Massentötungen von Elefanten für den Elfenbeinhandel hatten gegen Ende des 19. Jahrhunderts zur Folge, dass sich dornige Akazienbüsche und -bäume ungehindert ausbreiteten – ein auf Swahili als nyika bezeichneter Lebensraum, der Löwen wenig Beute, aber gute Deckung bot. Diese Störung des ökologischen Gleichgewichts gilt als eine der Ursachen für die Angriffe auf Menschen. Als weitere Ursache gilt ein Ausbruch der Rinderpest, die von Europäern nach Afrika eingeschleppt worden war und sowohl Hausrinder als auch Büffel dezimierte. Zudem war der erste erschossene Löwe möglicherweise auf Grund seiner Gebissschäden nur eingeschränkt in der Lage gewesen, normal Beute zu machen. Hinzu kommt, dass die Uganda-Bahn entlang einer alten Karawanenroute verlief, die von Sklavenhändlern genutzt wurde; illegaler Sklavenhandel florierte in Ostafrika noch Ende des 19. Jahrhunderts. Entkräftete und sterbende Sklaven wurden zurückgelassen; tote wurden nicht beerdigt. Auch Einheimische ließen ihre Toten, ohne sie zu beerdigen, aber auch Sterbende, im Busch zurück. Löwen lernten Menschen damit als leichte Beute kennen.
In Ostafrika bildeten Löwen eine „soziale Tradition“ der Erbeutung von Menschen, die vor den Angriffen der beiden Tsavo-Menschenfresser begonnen hatte und danach fortbestand. So drang 1900 in Kima, etwa 80 Kilometer südöstlich von Nairobi, ein Löwe nachts in einen Waggon der Uganda-Bahn ein und verschleppte und tötete den britischen Polizeibeamten Ryall, der diesem Löwen mit zwei weiteren Männern vom Waggon aus aufgelauert hatte. Alle drei Männer waren mit Gewehren bewaffnet; sie hatten die reflektierenden Augen des Löwen für Leuchtkäfer gehalten und waren eingeschlafen. Der Löwe hatte zuvor unter anderem versucht, durch das Wellblechdach eines Bahnhofsgebäudes ins Innere zu gelangen, und dabei seine Tatzen verletzt. Löwenangriffe in der Region gab es auch im Ersten Weltkrieg, unter anderem nahe dem Tsavo-Fluss auf indische Soldaten sowie auf britische Wachposten, die die Bahnlinie gegen deutsche Saboteure beschützen sollten.

## Kinofilme
Die Geschichte der Tsavo-Menschenfresser inspirierte zu mehreren Kinofilmen: 
- Bwana, der Teufel (1953), Regie Arch Oboler
- Killers of Kilimanjaro (1959), Regie Richard Thorpe
- Der Geist und die Dunkelheit (1996), Regie Stephen Hopkins, in den Hauptrollen Val Kilmer und Michael Douglas
- Prey (2007), Regie Darrell James Roodt